# Hada scurrilis
Hada scurrilis là một loài bướm đêm trong họ Noctuidae.